# Charlie Fleming
Charles Fleming, più conosciuto con il diminutivo Charlie Fleming (Blairhall, 12 luglio 1927 – Edimburgo, 14 agosto 1997) è stato un calciatore scozzese, di ruolo attaccante.

## Carriera

### Club
Esordisce tra i professionisti nella stagione 1947-1948 con la maglia dell'East Fife, club della prima divisione scozzese, trascorrendo da titolare (173 presenze in partite di campionato) e con un ruolo da protagonista (117 reti in campionato) il periodo di maggior successo della storia del club: oltre a vincere in tre diverse occasioni (le prime della storia del club, nelle stagioni 1947-1948, 1949-1950 e 1953-1954) la Coppa di Lega scozzese, raggiunge infatti la finale di Coppa di Scozia (la seconda nella storia del club) nella stagione 1949-1950 e la semifinale nella stagione 1948-1949, oltre a conquistare due terzi posti in campionato, rispettivamente nel campionato 1951-1952 e nel campionato 1952-1953 (miglior piazzamento di sempre nella storia del club). Anche a livello individuale oltre al bilancio totale di presenze e reti precedentemente citato ottiene un successo importante, diventando con 30 reti capocannoniere del campionato 1952-1953 alla pari con Lawrie Reilly dell'Hibernian.
Nell'estate del 1955 dopo otto stagioni lascia l'East Fife per andare a giocare in Inghilterra al Sunderland, club della prima divisione inglese, con cui gioca tre campionati consecutivi in questa categoria per un totale di 107 presenze e 62 reti in partite di campionato. Nell'estate del 1958, dopo la retrocessione del club in seconda divisione, si trasferisce ai semiprofessionisti del Bath City, in Southern Football League (all'epoca una delle principali leghe calcistiche inglesi al di fuori della Football League), dove ad eccezione di una breve parentesi nel 1964 in Canada al Toronto City (con cui vince la Eastern Canada Professional Soccer League) rimane fino al termine della stagione 1964-1965. In seguito allena anche i semiprofessionisti del Trowbridge Town.

#### Nazionale
Fleming ha giocato la sua unica partita in nazionale il 3 ottobre 1953 nella partita di qualificazione ai Mondiali del 1954 vinta per 3-1 sul campo dell'Irlanda del Nord; nell'occasione ha anche segnato una doppietta.

## Palmarès

### Giocatore

#### Club

##### Competizioni nazionali
- Coppa di Lega scozzese: 2

East Fife: 1947-1948, 1949-1950, 1953-1954
- Southern Football League: 1

Bath City: 1959-1960

##### Competizioni regionali
- Somerset Premier Cup: 1

Bath City: 1959-1960

#### Individuale
- Capocannoniere del campionato scozzese: 1

1952-1953 (30 gol, alla pari con Lawrie Reilly)